# Ulrik V. Pfanberški
Grof Ulrik V. Pfanberški (1287 – 23. oktober 1354) je bil Pfanberški grof. Od leta 1322 do 1337 je bil advokat samostana v Gornjem Gradu in od leta 1330 maršal vojvodine Avstrije; od leta 1330 do 1335 je bil tudi deželni glavar Koroške.

## Življenje
Bil je sin grofa Ulrika IV. in Margarete Vovbrške.
Bil je pravo nasprotje svojega očeta, ki je skoraj v celoti zapravil bogastvo in ugled svojega plemiškega rodu. Zgodovinar Tangl pravi:
" ... po duhu, moči, pogumu, občutku za javne zadeve, prizadevanju za slavo, veličino in moč, pa tudi po premoženju, kot sredstvu za delovanje v velikem slogu, je bil precej podoben svojemu dedku Henriku, ki je imel državniško modrost in zmernost in zvestobo svojemu suverenu. S temi vrlinami ni le rešil svoje družine pred grožnjo propada, ampak jo je povzdignil na višino sijajnosti, moči in časti, ki je ni videla družina niti pod Henrikom ".
Grof Ulrik je bil sprejet v viteški red na bojišču po bitki pri Gammelsdorf in zaročen z Nežo, sestro grofa Ulrika I. Walsee (d. 1329), s katero se je potem Ulrik V. poročil leta 1314.
Od leta 1315 do 1323 je bil Ulrik upravitelj koroških posesti Bamberške škofije, med njimi Reichenfels, St. Leonhard, Wolfsberg, Vernberk, Beljak, Federaun, Arnoldstein, Trbiž in Tablje . Bil je tudi kaštelan na Grebinju .
Leta 1316 se je Ulrik boril v bitki pri Esslingenu pod avstrijskima vojvodama Frideriku in Leopoldu in se odlikoval s svojo pogumom.
Leta 1320 (po Janezu Viktringu leta 1314) sta Ulrik V. in Ulrik II. Walsee prišla v ujetništvo med bojem proti Veroni pred Padovo. Rešil ju je Urlik I. Walsee.
Leta 1322 je plemiška rodbina Vovbrških izumrla po moški liniji s smrtjo Ulrikovega strica Hermana Vovbrškega. Ulrik ga je nasledil kot upravitelj Gornjega Grada. Podedoval je tudi gospostva Vovbre, Mannsberg, Pliberk in Trušnje (z omejitvami, saj je tudi Hermanova vdova uveljavljala določene pravice). Podedoval je tudi 50 odstotni delež Celja ; drugi del je imel Friderik I. Celjski, član rodu Žovneških .
Leta 1330 je bil Ulrik član arbitražnega sodišča v Augsburgu, ki je odločilo, da je Koroško vojvodstvo pripadlo avstrijskim vojvodam. Istega leta je bil počaščen z uradom maršala v Avstriji.
Tudi leta 1330 je Ulrik odplačal hipoteko na trdnjavi v Peilensteinu. Leta 1331 je Ulrik odplačal več hipotek in si tako povrnil nadzor nad nekaterimi posestmi svoje družine, vključno s trdnjavami v Kaisersbergu, Mildenbergu in Murnau, sodiščem in mitnico v Brucku ter sodišči v Leobnu in Kindbergu. Leta 1332 je vojvoda zastavil grad Pfannberg Ulriku V. (pod njegovim očetom je družina izgubila nadzor nad istoimenskim gradom).
Leta 1333 je Ulrik vodil arbitražni odbor, ki je odločal o sporu med opatom Henrikom iz opatije sv. Pavla v Labotski dolini na eni strani ter grofoma Ulrikom II. in Friderikom II. iz Walsee-ja ter Henrikom iz Hohenloheja na drugi strani o lastništvu. sodišča v Remšniku. Odbor je odločil v korist opata.
Leta 1335 je umrl vojvoda Henrik Koroški. Nasledil ga je vojvoda Otto. Vojvoda Otto se je odločil imenovati Ulrika za upravitelja Koroške, ki je s tem nadomestil Konrada iz Auffensteina. Istega leta je Ulrik svoj delež v Celju prodal Frideriku I. Žovneškemu.
Od leta 1342 dalje je bil Ulrik eden od učiteljev avstrijskega vojvode Rudolfa IV .
Tudi leta 1342 je Ulrik prišel v konflikt z oglejskim patriarhom Bertramom, ki ni hotel podeliti vojvodi Albertu II. gospostva Pušje vasi . Ulriku je kot poveljniku avstrijske vojske uspelo doseči ugoden kompromis. Kot nagrado je dobil v fevd grad, mesto in okrožje Slovenj Gradec, ki ga je leta 1351 prodal svojemu svaku Henriku Planinskemu.
Leta 1350 je umrl patriarh Bertram. Njegov naslednik Nikolaj iz Luksemburga je potrdil, da je Albert II. lastnik koroških fevdov, ki mu jih je Bertram oporekal: mesto in okrožje Pušja vas, trdnjave Gornja Vipava in St. Michaelsberg ter trdnjava Clausen za dvanajstletno obdobje.
Leta 1354 je med Ulrikom V. in grofom Ulrikom III. Walsee prišlo do spora glede jurisdikcije nad gospostvom Weißenegg, ki je bilo v bližini Vovber. Walsee je ohranil pravico do nekrvnega sodstva za gospostvo Weißenecka; Vovbre pa pravico do krvnega sodstva.
Tudi leta 1354 je Ulrik uredil poroko med sinom Ivanom in Margareto, hčerko pokojnega grofa Rudolfa Schaunberškega.
Peter Suchenwirt je Ulrika pohvalil kot homo perfectusa, "popolnega človeka", ki je združil vse bistvene vrline: modrost, pravičnost, velikodušnost, zmernost in trdnost.

## Poroka in potomci
Prva žena Ulrika je bila Neža († 1329), hči Ulrika Walsee-jskega in Diemude iz Rohraua. V zakonu nista imela otrok.
Po Nežini smrti, vendar pred letom 1331, se je Ulrik poročil z Margareto, hčerko grofa Huga II. Verdenberškega in Evfemije Ortenburške. Imela sta tri otroke:
- Ivan (1321 – november 1362), zadnji član rodbine Pfanberških po moški liniji, poročen
  1. leta 1354 z Margareto (umrla po 1380), hčerko grofa Rudolfa iz Schaunberga
- Katarina (umrla po 1375), poročena leta 1347 z goriškim grofom Majnhardom VI.
- Margareta (umrla po 1374), poročena ok. 1347 z grofom Friderikom Ortenburškim